# Mythicomyia
Mythicomyia is een geslacht van vliegen uit de familie van de Mythicomyiidae. De wetenschappelijke naam werd voor het eerst geldig gepubliceerd door Daniel William Coquillett in 1893.
Coquillett richtte het geslacht op op basis van een enkel specimen verzameld in Californië, dat hij M. rileyi noemde als eerbetoon aan de Amerikaanse entomoloog Charles Valentine Riley. Hij plaatste het geslacht in de familie Empididae (toen nog Empidae genoemd). Axel Leonard Melander plaatste Mythicomyia in 1902 in een nieuwe onderfamilie van de Empididae, de Mythicomyiinae. Charles Tull Greene heeft in 1924 Mythicomyia in de familie van de wolzwevers (Bombyliidae) geplaatst. Tegenwoordig wordt de vroegere onderfamilie Mythicomyiinae Melander, 1902 als een aparte familie beschouwd.
Mythicomyia is een geslacht van erg kleine vliegen, soms minder dan 1 mm lang en zelden meer dan twee millimeter. De mannetjes hebben een uitgesproken bochel achter de bolvormige kop. Mythicomyia sedonae uit Arizona is een van de grootste soorten met een lengte van 4 mm.
Dit geslacht komt vooral voor in het Nearctisch gebied en is sterk vertegenwoordigd in de westelijke Verenigde Staten, waar meer dan 130 soorten of variëteiten zijn geïdentificeerd. Enkele soorten komen voor in het Neotropisch gebied en in Azië.

## Soorten
- Mythicomyia actites
- Mythicomyia actoni
- Mythicomyia acuta
- Mythicomyia agilis
- Mythicomyia annulata
- Mythicomyia anomala
- Mythicomyia antecessor
- Mythicomyia apricata
- Mythicomyia arizonica
- Mythicomyia armata
- Mythicomyia armipes
- Mythicomyia asclepiadis
- Mythicomyia aspilota
- Mythicomyia atra
- Mythicomyia atratella
- Mythicomyia atrita
- Mythicomyia aurifera
- Mythicomyia bella
- Mythicomyia bianca
- Mythicomyia bilychnis
- Mythicomyia binotata
- Mythicomyia bivulneris
- Mythicomyia brachytis
- Mythicomyia brevis
- Mythicomyia brevivena
- Mythicomyia bucinator
- Mythicomyia cala
- Mythicomyia californica
- Mythicomyia caligula
- Mythicomyia callima
- Mythicomyia calva
- Mythicomyia campestris
- Mythicomyia candida
- Mythicomyia carptura
- Mythicomyia citrina
- Mythicomyia cocollina
- Mythicomyia comma
- Mythicomyia communis
- Mythicomyia comparata
- Mythicomyia compta
- Mythicomyia concinna
- Mythicomyia concrescens
- Mythicomyia cressoni
- Mythicomyia cristata
- Mythicomyia crocina
- Mythicomyia cruralis
- Mythicomyia curtata
- Mythicomyia desertorum
- Mythicomyia diadela
- Mythicomyia diasema
- Mythicomyia dipura
- Mythicomyia diropeda
- Mythicomyia discreta
- Mythicomyia enoria
- Mythicomyia fasciolata
- Mythicomyia flavipes
- Mythicomyia flaviventris
- Mythicomyia frontalia
- Mythicomyia fumipennis
- Mythicomyia fusca
- Mythicomyia galbea
- Mythicomyia gausa
- Mythicomyia gibbera Melander, 1961
  - = Mythicomyia gibba Melander, 1961
- Mythicomyia gracilis
- Mythicomyia grandis
- Mythicomyia gynandra
  - = Mythicomyia minor Melander, 1961:
- Mythicomyia habra
- Mythicomyia hamata
- Mythicomyia hespera
- Mythicomyia hormatha
- Mythicomyia humeralis
- Mythicomyia hyalinipennis
- Mythicomyia hybos
- Mythicomyia illustris
- Mythicomyia imbellis
- Mythicomyia indicata
- Mythicomyia infrequens
- Mythicomyia insignis
- Mythicomyia intermedia
- Mythicomyia introrsa
- Mythicomyia irrupta
- Mythicomyia lenticularis
- Mythicomyia levigata
- Mythicomyia liticen
- Mythicomyia litoris
- Mythicomyia longimana
- Mythicomyia lucens
- Mythicomyia macclayi
- Mythicomyia macra
- Mythicomyia macroglossa
- Mythicomyia marginata
- Mythicomyia melania
- Mythicomyia minima
- Mythicomyia minuscula
- Mythicomyia mira
- Mythicomyia mirifica
- Mythicomyia mitrata
- Mythicomyia modesta
- Mythicomyia mulsea
- Mythicomyia munda
- Mythicomyia nevadensis
- Mythicomyia nigricans
- Mythicomyia nitida
- Mythicomyia nitidula
- Mythicomyia ocreata
- Mythicomyia oporina
- Mythicomyia optata
- Mythicomyia orchestes
- Mythicomyia ornata
- Mythicomyia ornatula
- Mythicomyia orthis
- Mythicomyia painterorum
- Mythicomyia pallida
- Mythicomyia parma
- Mythicomyia pedias
- Mythicomyia perlonga
- Mythicomyia petena
- Mythicomyia petes
- Mythicomyia petiolata
- Mythicomyia phacodes
- Mythicomyia phalerata
- Mythicomyia pharetra
- Mythicomyia phormus
- Mythicomyia picta
- Mythicomyia pictipes
- Mythicomyia platycheira
- Mythicomyia poliodes
- Mythicomyia polygena
- Mythicomyia polysperes
- Mythicomyia potrix
- Mythicomyia powelli
- Mythicomyia pravipes
- Mythicomyia problis
- Mythicomyia pruinosa
- Mythicomyia pulla
- Mythicomyia pusilla
- Mythicomyia pusillima
- Mythicomyia rhaeba
- Mythicomyia rileyi
- Mythicomyia robiginosa
- Mythicomyia salpinx
  - = Mythicomyia torta Tabet & Hall, 1987:
- Mythicomyia scapulata
- Mythicomyia schlingeri
- Mythicomyia scutellata
- Mythicomyia sedonae
- Mythicomyia sorbens
- Mythicomyia spectabilis
- Mythicomyia strenua
- Mythicomyia sugens
- Mythicomyia tagax
- Mythicomyia tenthes
- Mythicomyia texana
- Mythicomyia tibialis Coquillett, 1895
  - = Mythicomyia triformis Melander, 1961
- Mythicomyia timberlakei
- Mythicomyia tortilis
- Mythicomyia trepta
- Mythicomyia trifaria
- Mythicomyia tristis
- Mythicomyia tubicen
- Mythicomyia tumescens
- Mythicomyia uncata
- Mythicomyia vallis
- Mythicomyia versicolor
- Mythicomyia vestis
- Mythicomyia vilis
- Mythicomyia virgata
- Mythicomyia virgo
- Mythicomyia vulnerata